# Kašku
Kašku ist der hattische Mondgott. Von ihm handelt der Mythos „Mond fiel vom Himmel“, wonach er von seinem himmlischen Sitz auf den Markt der Stadt Laḫzan fiel. Der erzürnte Wettergott Taru schickte ihm Regenschauer und Sturmwinde nach, was die Göttin Kataḫziwuri vom Himmel herab sah, worauf sie mit Ḫapantali ein Ritual einleitete, um den Wettergott zu besänftigen. Der Mythos gehört zu einem Ritual, das vom „Mann des Wettergottes“ ausgeführt wurde, „wenn der Wettergott fürchterlich donnert“.